# 小行星6254
小行星6254（英語：6254）是一颗围绕太阳公转的小行星。1993年10月20日，上田清二、金田宏在钏路市发现了此天体。
这颗小行星的绝对星等为57.42303524755602等。